# Jean-François Dortier
Jean François Dortier est un éditeur et auteur né le 5 octobre 1956.

## Biographie
Il est fondateur et directeur de la publication du magazine Sciences humaines. Il est également éditeur des éditions Sciences Humaines et du magazine Le Cercle Psy, média en ligne et revue trimestrielle de vulgarisation de la recherche en psychologie. 
Ce dernier signe plusieurs de ses articles, sous le pseudonyme d'Achille Weinberg.